# Scuola eclettica
La Scuola eclettica (Eclettici, o Eclectici, in greco: Ἐκλεκτικοί) era un'antica scuola di medicina nell'antica Grecia e Roma. Erano così chiamati perché selezionavano da ogni scuola le opinioni che sembravano loro più probabili. Sembra che fossero un ramo della Scuola metodica, e pare siano stati fondati da Archigene. Alcune opinioni di questi medici si trovano nei frammenti conservati da Galeno, Oribasio, Aezio, ecc. ma le dottrine che adottarono rimangono sconosciute.
Una scuola strettamente correlata era quella degli Episintetici (Episynthetici), così chiamati perché ammassavano in modo (episyntithêmi) e adottavano per le proprie opinioni scuole diverse e persino opposte. Sembra che sia stata fondata da Agatino di Sparta, allievo di Ateneo e maestro di Archigene, verso la fine del I secolo. L'unico altro medico antico di cui si ha notizia come appartenente a questa scuola è Leonida di Alessandria, vissuto forse nel III secolo. Poco si sa delle opinioni di questi medici e dei loro principi.